# Poganu, Olt
Poganu este un sat în comuna Verguleasa din județul Olt, Muntenia, România.